# Чистюньлаг
Чистюньзький оздоровчий табір (рос. ЧИСТЮНЬГСКИЙ ОЗДОРОВИТЕЛЬНЫЙ ЛАГЕРЬ, Чистюньлаг, Чистюньгский инвалидный ИТЛ) — підрозділ системи виправно-трудових установ ГУЛАГ.
Організований 27.05.46 на базі Чистюньзького табірного відділення (ЛО) УВТТК УМВС по Алтайському краю;

закритий 23.04.51 — реорг. в ЛО УВТТК УМВС по Алтайському краю.
Дислокація: Алтайський край, Топчихинський район, с. Топчиха.

## Історія
В оздоровчі підрозділи направляли ослаблених ув'язнених, які надходили з в'язниць і пересильних пунктів, а також ув'язнених, що знизили свою працездатність, але фізичний стан яких міг бути відновлений.
Ув'язнених — порушників табірної дисципліни, відмовників, невиліковно хворих — в оздоровчі підрозділи не направляли.
Була організована система оздоровчих таборів (Медвеж'єгорський, Ольховський, Солікамський) і табпунктів (у всіх ВТТ і УВТТ-ОВТК) ГУЛАГу (Карлаг, Сиблаг, Волголаг, Темлаг…). З 19.11.46 вони іменувалися «інвалідними».
Кількість ув'язнених Чистюньлагу доходила до 4500 з/к. Займались переважно тваринництвом, рослинництвом і заготівлею дров для потреб табору.